# Miguel Antonio Domech Orozco
Miguel Antonio Domech Orozco (Aguilar de Codés, 30 de octubre de 1717-Pamplona, 3 de abril de 1786) fue un impresor, librero y editor español. 
En torno a los 30 años, cuando alcanzó notoriedad social, empleó como segundo apellido el de Cariñena, que procedía de su abuela paterna. 
Comenzó como profesional del libro en 1743, cuando casó con María de Lizasoain, viuda del impresor José Joaquín Martínez. Durante 27 años llevó a cabo en Pamplona una extraordinaria actividad editorial e impresora que se cerró  en 1770, cuando enriquecido con su actividad de administrador de patrimonios ajenos y por sus negocios al margen del libro, vendió a sus empleados el taller y la librería. En lo sucesivo vivió al margen del mundo del libro, disfrutando de una destacada posición económica y social y haciendo gala de la ejecutoria de hidalguía que había obtenido.

## Clérigo y maestro de gramática
Nació en Aguilar de Codés el 30 de octubre de 1717. Era hijo de Miguel Domech, cuya familia procedía de Jaca, y de María de Orozco. Pasó la infancia en Estella donde su padre ejercía como "maestro cirujano".

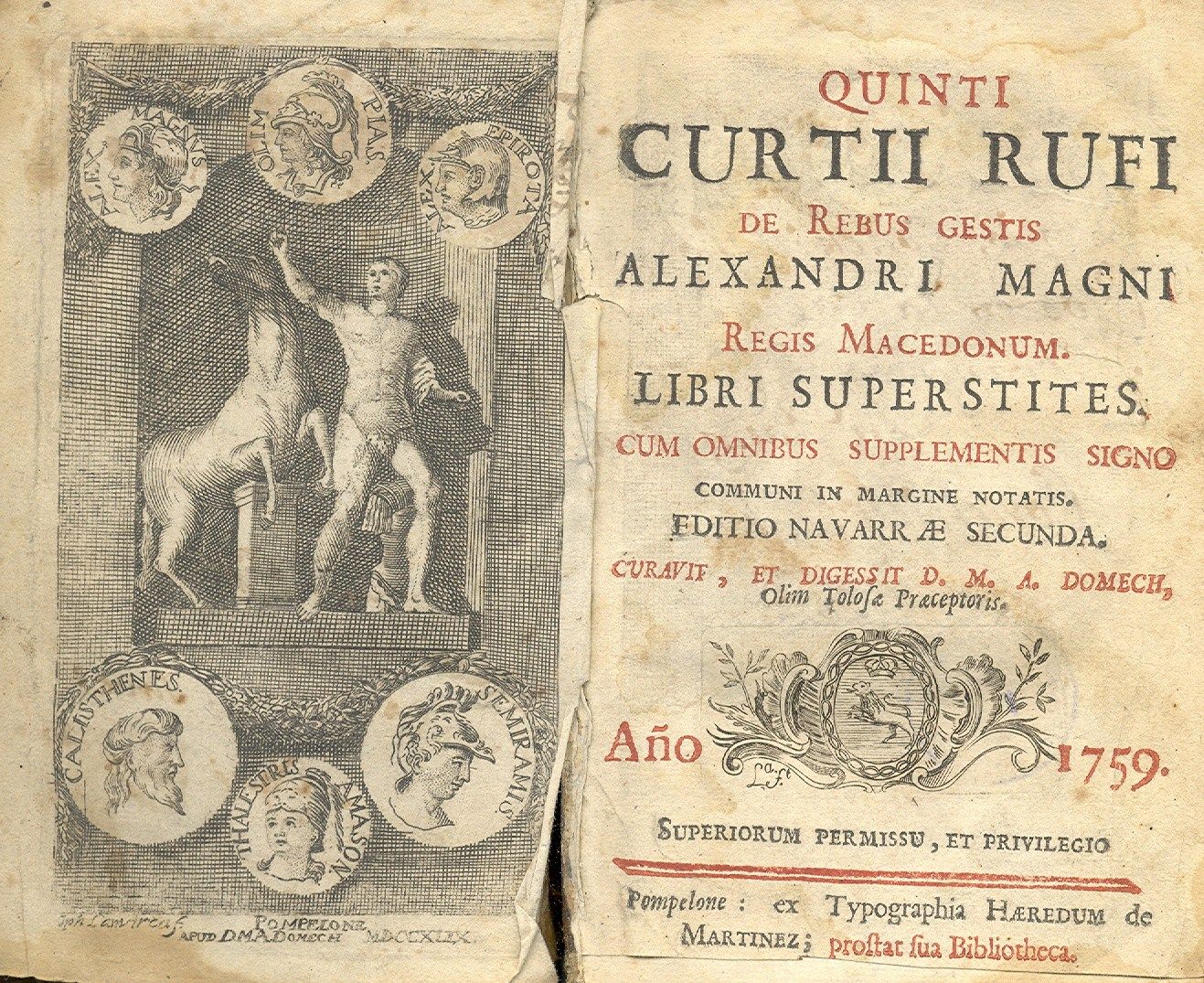
Edición de Quinto Curcio Rufo a cargo de M.A. Domech, "olim Tolosae Praeceptoris" (1759) con un grabado calcográfico abierto para esta ocasión por José Lamarca

Su familia le orientó hacia la carrera eclesiástica y así en 1732, con 15 años, recibió la tonsura en Estella; cinco años más tarde, en 1737, obtuvo el puesto de beneficiado en la parroquia de Ganuza, en las proximidades de Estella. Pero tuvo que pleitear con otro aspirante y, después de tres años, recibió una sentencia desfavorable que le obligó a renunciar al puesto y a devolver el salario percibido, que en total sumaba 222 reales de plata. Como no cumplió esta disposición en el plazo establecido, fue excomulgado hasta que cinco meses más tarde hizo el pago.
Frustrada su carrera eclesiástica, con 23 años se trasladó a Tolosa contratado por las autoridades de la villa como maestro de gramática con el sueldo anual de cincuenta reales de vellón. Aquí permaneció dos años. En el transcurso de los años, en sus ediciones de los clásicos latinos hacía gala de esta actividad docente añadiendo a su nombre la precisión "olim Tolosae Praeceptoris" (anteriormente maestro en Tolosa).

## Boda y cambio de trabajo
En 1742, se trasladó a Pamplona donde conoció a María de Lizasoain, once años mayor que él, y que hacía un año se había quedado viuda del impresor José Joaquín Martínez. Al cabo de un año se casó con ella y, de esta manera, tomó la dirección de la imprenta y librería que había heredado su esposa. En esta época se consideraba que las mujeres no podían dirigir un negocio artesanal y, por este motivo, se apresuraban a contraer matrimonio con un profesional capacitado para ello. En el caso de María de Lizasoain la necesidad de contar con un gestor se agudizaría por el hecho de que debía de ser analfabeta.
Se instalaron en una amplia vivienda de la calle Navarrería, donde se encontraba buena parte de las imprentas locales. En este lugar, que reunían la imprenta, librería y la casa familiar, vivió hasta su muerte, a pesar de que con el paso de los años se hizo propietario de tres viviendas en la capital navarra, por las que cobraba en cada caso quince ducados de renta anual cuando por la suya pagaba cincuenta. 
A los diez meses de la boda nació Luis Francisco, que murió a temprana edad, y cinco años más tarde vino al mundo María Teresa, que sería la única heredera, pues María de Lizasoain no había tenido hijos en su anterior matrimonio.

## Impresor

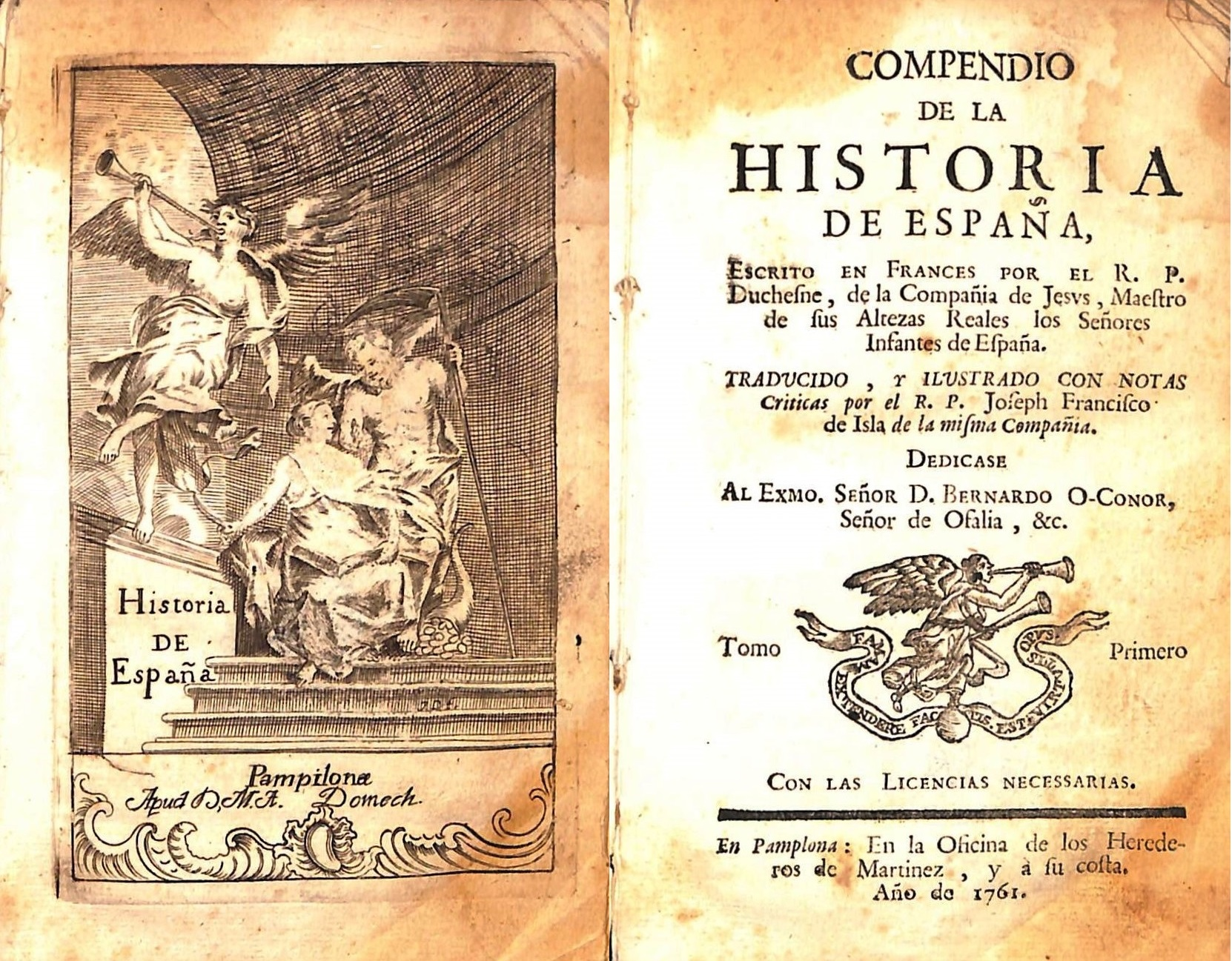
Frontispicio con un grabado de José Lamarca encargado por M.A. Domech para su edición del Compendio de la historia de España del jesuita André Duchesne (1761)

Domech carece de conocimientos y experiencia sobre el arte de la imprenta, no es un "maestro impresor" y por este motivo sus colegas de Pamplona lo consideran un intruso. Se tiene por hombre culto, conoce el latín y el francés, es gramático y domina las reglas de ortografía, lo que le sitúa por encima de los tipógrafos locales y le permite incluir en sus ediciones textos propios en prosa y verso con dedicatorias a los personajes relevantes y advertencias al lector. Además pronto da prueba de poseer excelentes dotes para la gestión de su negocio.
Inicialmente la plantilla del taller era la que había trabajado para José Joaquín Martínez, pero conforme los encargos aumentaban se incorporaron más trabajadores. Habitualmente contaba con unos cinco oficiales y dos aprendices, a los que se añadían su esposa, que atendía la librería con ayuda de un oficial o aprendiz, y la criada, que con frecuencia salía a la calle "con una cesta de libros" para repartir los encargos.  
En los 27 años durante los cuales la empresa estuvo en manos de Domech se contabiliza una veintena de trabajadores. Entre otros cabe citar a Martín José de Rada y José Botaya, que ya habían servido a  José Joaquín Martínez; Joaquín Domingo y Joaquín Labayen, que aquí se iniciaron en el oficio; Francisco Estruel, natural de Gandía;  Félix Lapuente, "tirador" (prensista), que no sabía leer y procedía de Huesca; Pascual Ibáñez, "librero" (encuadernador); Estanislao Gómez, tipógrafo sevillano de 67 años. Su avanzada edad contrasta con la de la mayor parte de la plantilla, que no rebasaba los 30 años.
En esta época los oficiales de imprenta solían cambiar con frecuencia de patrón, en función de los encargos que recibían los talleres, y los menos acababan por abrir su propio establecimiento, como fue el caso de Pascual Ibáñez, José Longás y Benito Cosculluela, que distintas fechas dejaron a su patrón para establecerse por cuenta propia.

## Producción de libros
Entre 1744 y 1770 imprime alrededor de 113 libros que representan el 15,5 por ciento de la producción de las imprentas navarras del siglo XVIII. La media anual de aparición de libros es de 4,9, cifra que se sitúa muy por encima de la del conjunto de impresores navarros de esta centuria, establecida en 1,4.
El 90 por ciento de los libros lleva el pie de imprenta de "Herederos de Martínez", el resto indica "En la imprenta de M.A. Domech" o "Ex typographia D. M.A. Domech". En ambos casos la impresión se llevaba a cabo en el mismo taller y bajo la dirección de Domech. Al parecer este firmaba los trabajos que consideraba le daban prestigio como tipógrafo y hombre cultivado o los que  que se habían impreso con una tipografía que era de su exclusiva propiedad. Estas ediciones aparecen esporádicamente, entre 1753, cuando llevaba diez años al frente del negocio, y 1763, cuando su trabajo como administrador de bienes comenzó a ser su actividad prioritaria.
| Producción de libros de los "Herederos de Martínez" y de la "Imprenta de M.A. Domech (1744-1770) |
| ------------------------------------------------------------------------------------------------ |
|                                                                                                  |

La baja producción de libros en 1754 se explicaría porque en este tiempo el taller estaba absorbido por la impresión de los Anales del Reino de Navarra, una obra de prestigio en siete volúmenes en folio. En cuanto al descenso que se vuelve a producir en 1758, coincide con la orden de secuestro de la tirada de los Anales dictada por la Diputación del Reino que la había encargado y financiado. A partir de 1764 desciende la actividad a medida que Domech se desentiende de la imprenta porque está absorbido por negocios más rentables.

## Editor polémico

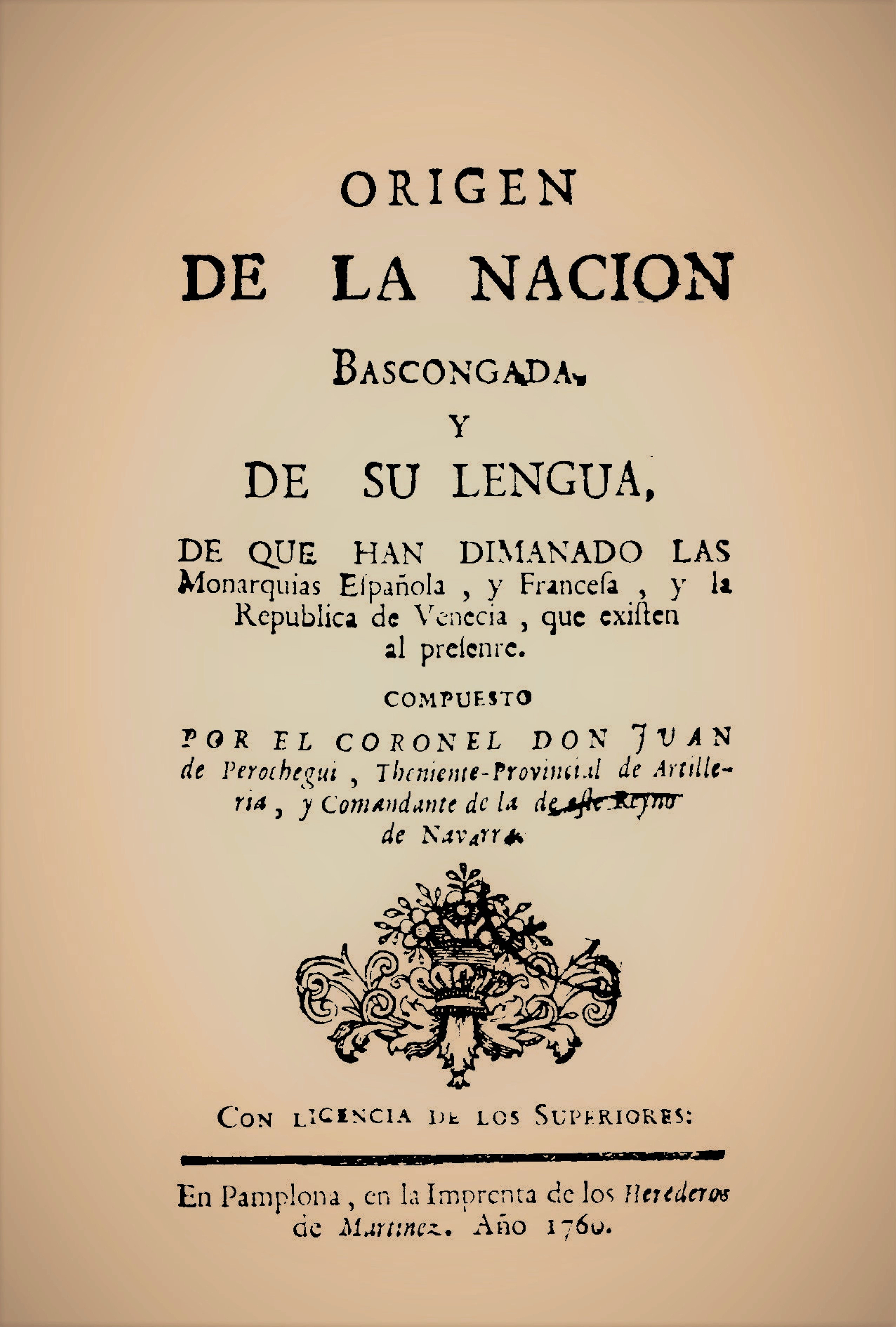
Origen de la nación bascongada y de su lengua del militar francés Juan de Perocheguy, impreso por los Herederos de Martínez en 1760.

Al margen de las ediciones legales, a poco de hacerse con el taller de imprenta y librería de su esposa saca a la luz un número sorprendente de ediciones fraudulentas de obras de gran venta sobre las que no tiene el privilegio de edición. Por este motivo es multado en numerosas ocasiones sin que por ello deje de quebrantar la ley, lo que indica que el beneficio que obtenía era superior al perjuicio económico producido por las sanciones. 
En ocasiones, para sus impresiones ilegales recurre a falsos pies de imprenta con nombres de impresores inexistentes: "Madrid, en la imprenta de Don Miguel de Orozco; Madrid, Antonio Díaz Justo; Madrid, en la imprenta de Don Gabriel Álvarez; Madrid, Antonio Orozco; Sevilla, en la Oficina de Francisco de Sylva, librero de la Academia Real y Senado; y Romae, typis Pagliarini".
Destacan las repetidas ediciones piratas que entre 1747 y 1751 hizo del demandado Prontuario de la Teología Moral del dominico de Pamplona Francisco Larraga. El convento de Pamplona, que poseía los derechos de edición, le denunció por sacar varias tiradas de esta obra que sumarían al menos 4500 ejemplares, por los que exigía una indemnización de 15 187 reales. Una sentencia judicial dio la razón a los frailes.

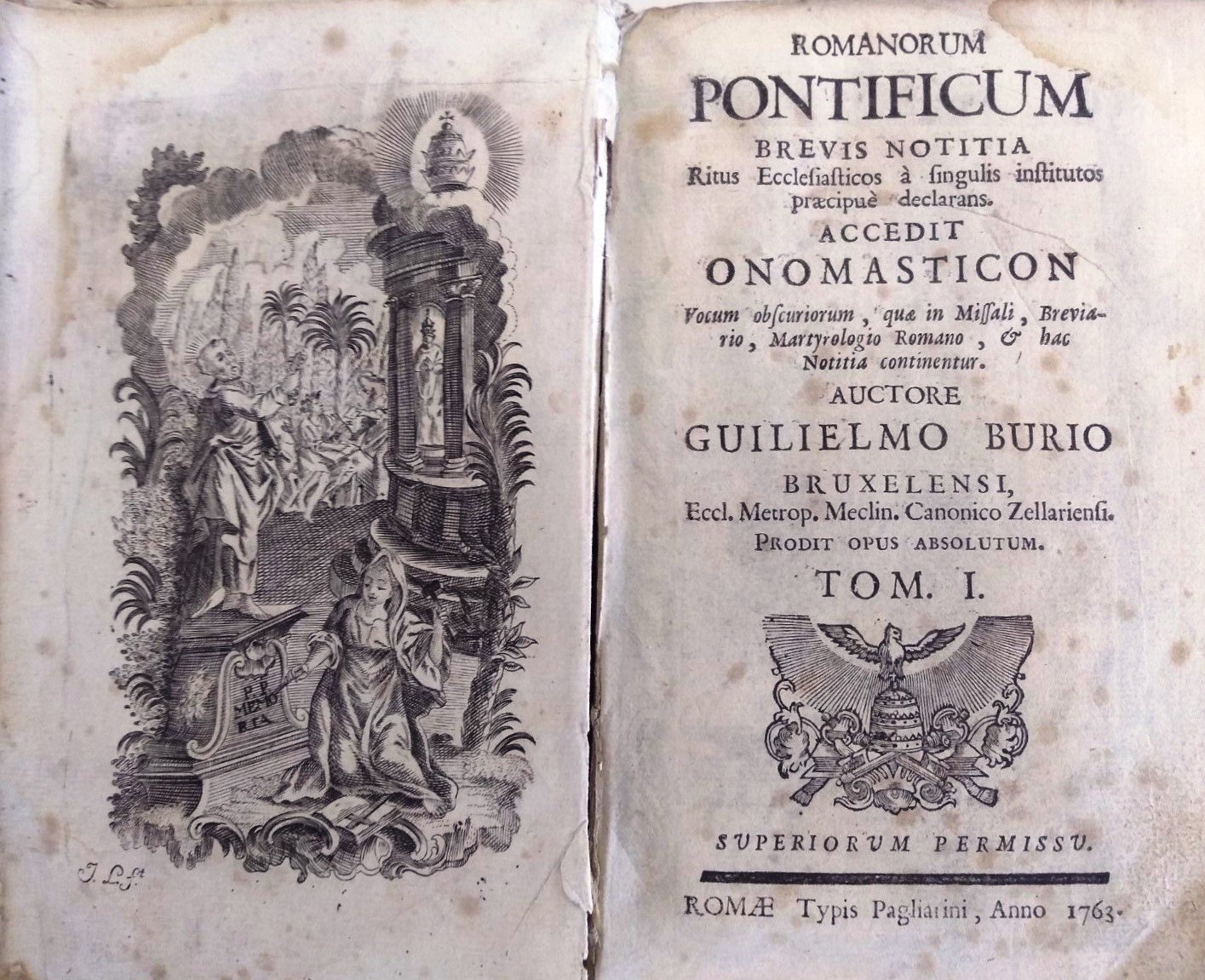
Edición pirata de la obra de Guillaume Bury ilustrada con un grabado firmado por J[osé] L[amarca

En 1758 se publicó en Madrid Fray Gerundio de Campazas del jesuita José Francisco de Isla que, por la sátira que hacía de los predicadores barrocos, tuvo un enorme éxito, hasta el punto de que la edición se agotó en pocos días. Sin embargo, la Inquisición prohibió la reedición por entender que la burla del clero era desconsiderada. Domech, conocedor de la gran expectación que  esta obra había suscitado, especialmente tras la prohibición, solicitó permiso de edición al Consejo Real de Navarra, el cual se la negó, toda vez que había sido prohibida por el Santo Oficio. No se arredró y, aprovechando la inusitada demanda, sacó a la venta ejemplares, seguramente procedentes de una impresión subrepticia, a un precio desorbitado. El P. Isla exigió que se retiraran los libros y se castigara a Domech, al que calificó de "audaz" y "perjudicial".
En 1751 Miguel Antonio Domech se dirigió a la Diputación del Reino para informarle de que estaba agotada la primera edición de los Anales del Reino de Navarra,  al tiempo que se ofrecía para reeditarla. La propuesta fue aprobada y, tras acordar algunos cambios en las características de la edición, en 1757 estaban impresos los siete tomos de la obra con una tirada de 750 ejemplares. Pero al revisar la impresión la Diputación comprobó que Domech, por su cuenta y riesgo, había introducido "adiciones y notas extrañas". Por este motivo en 1757 decretó  la incautación de la tirada y dos años más tarde su destrucción rasgando los volúmenes uno a uno para después sepultarlos en cal viva. Domech tuvo que hacerse cargo de todos los gastos de la impresión, que superaban los 35.000 reales, lo que le ocasionó un fortísimo quebranto económico aunque no le impidió seguir con el negocio de imprenta.

## Venta de la imprenta y librería
En los años sesenta su actividad se centra preferentemente en la administración del patrimonio, entre otros, del marqués de Falces y de la condesa de la Rosa, y a partir de 1767, a raíz de la expulsión de la Compañía de Jesús, de la liquidación de los bienes de los jesuitas de Pamplona. Estas actividades le enriquecieron rápidamente y le permitieron comerciar a gran escala con trigo y madera de los bosques de Irati, comprar tierras y ejercer de prestamista. Tras el éxito económico reclamó el social y para ello solicitó y obtuvo en 1777 una ejecutoria de hidalguía. Por estos motivos la imprenta pasó a ocupar un plano secundario en su vida.
El último libro impreso por Domech data de 1770. Tres años más tarde vende la tipografía, el utillaje y una porción de libros en rama a los oficiales aragoneses José Longás y Benito Cosculluela, que le abonan respectivamente 1022 y 1145 pesos. Es posible que pertenecieran a la plantilla de la imprenta de Domench; sea como fuere, a partir de este momento se establecieron cada uno por su cuenta en Pamplona. De esta manera comenzaron a trabajar dos talleres que enseguida alcanzaron solvencia y continuidad en la centuria siguiente.

## Muerte
Miguel Antonio Domech falleció en Pamplona el 3 de abril de 1786, a los 69 años, cuando habían transcurrido 16 años desde el cierre de la imprenta. Dejó heredera de su considerable fortuna a su única hija, María Teresa, casada en 1767 con Bonifacio Ruiz, abogado y terrateniente de Puente la Reina; y tras enviudar, con Pedro Oliveti, un teniente italiano destinado en la guarnición de Pamplona (1780). En ambos casos su elevada posición social hacía inviable la continuidad de la imprenta y librería. Su madre, María de Lizasoain, murió en 1791 con 85 años.

## Galería de imágenes

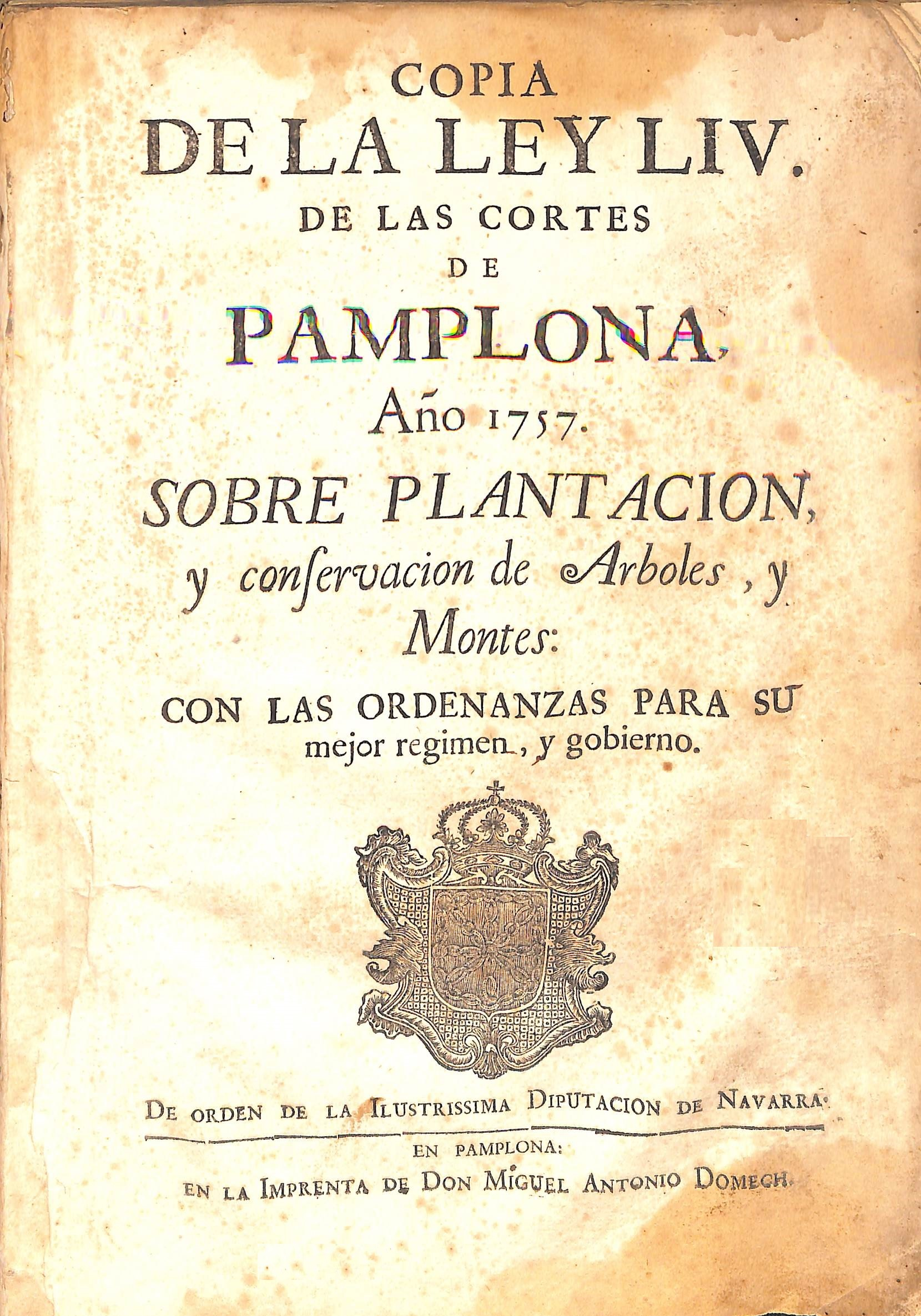
Ley de árboles y montes impresa por "Don Miguel Antonio Domech" (1757)
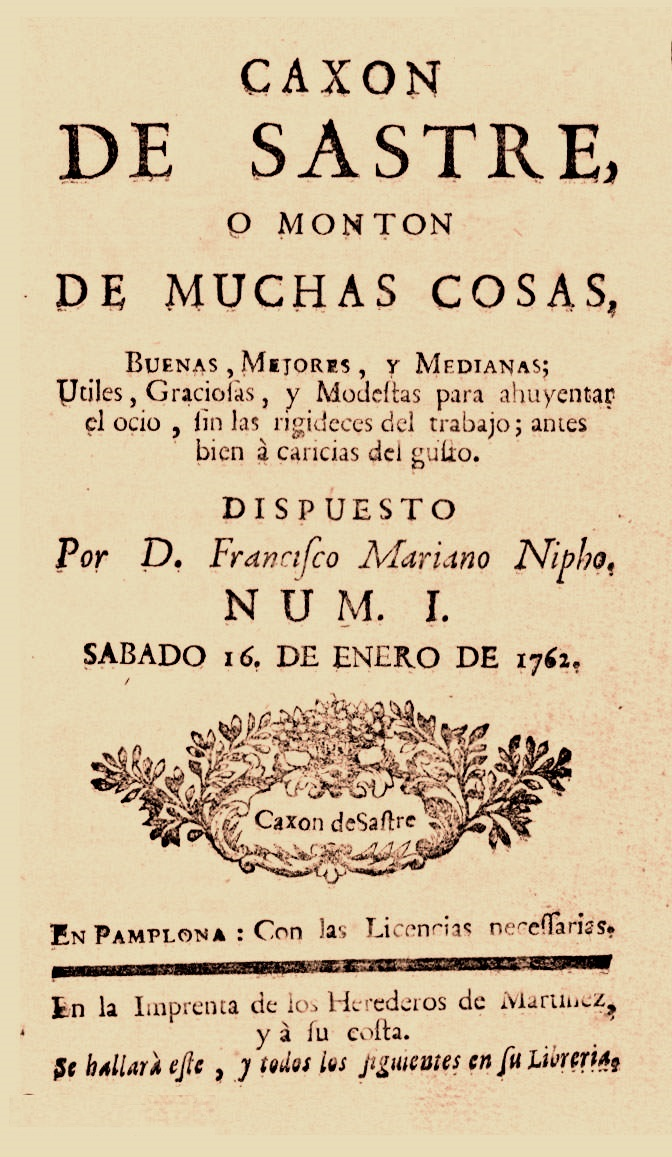
Edición navarra de la publicación periódica madrileña Cajón de sastre del periodista Francisco Mariano Nifo (1762)
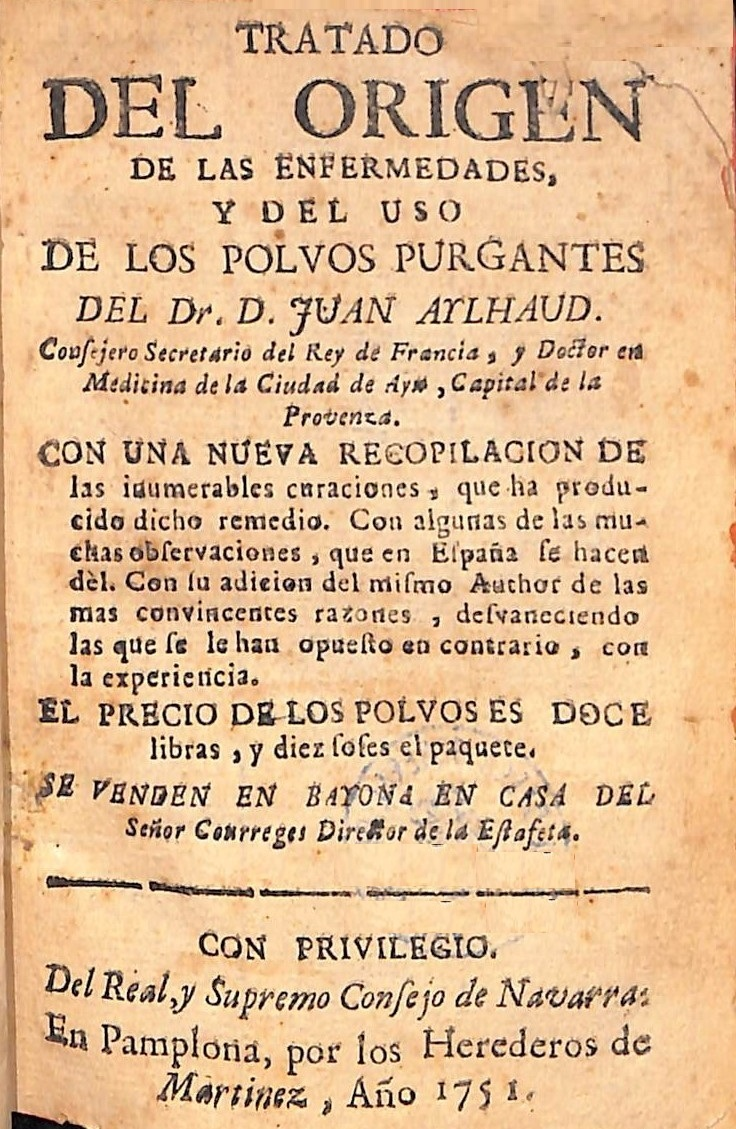
Prospecto publicitario de los polvos purgantes del doctor Jean d'Ailhaud (1751)
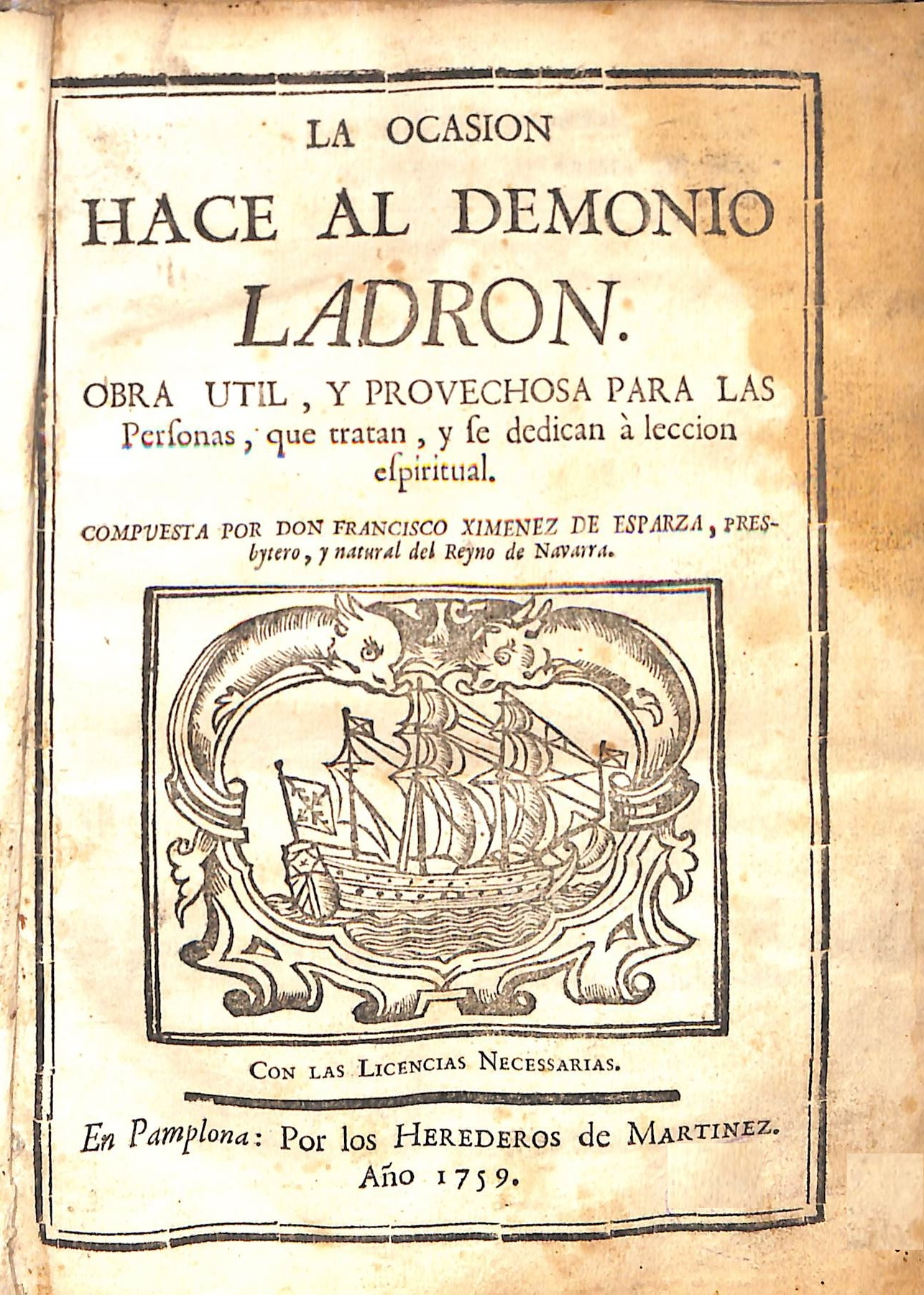
La ocasión hace al demonio ladrón obra de piedad, de 417 páginas, del clérigo navarro Francisco Jiménez de Esparza[16] (1759)
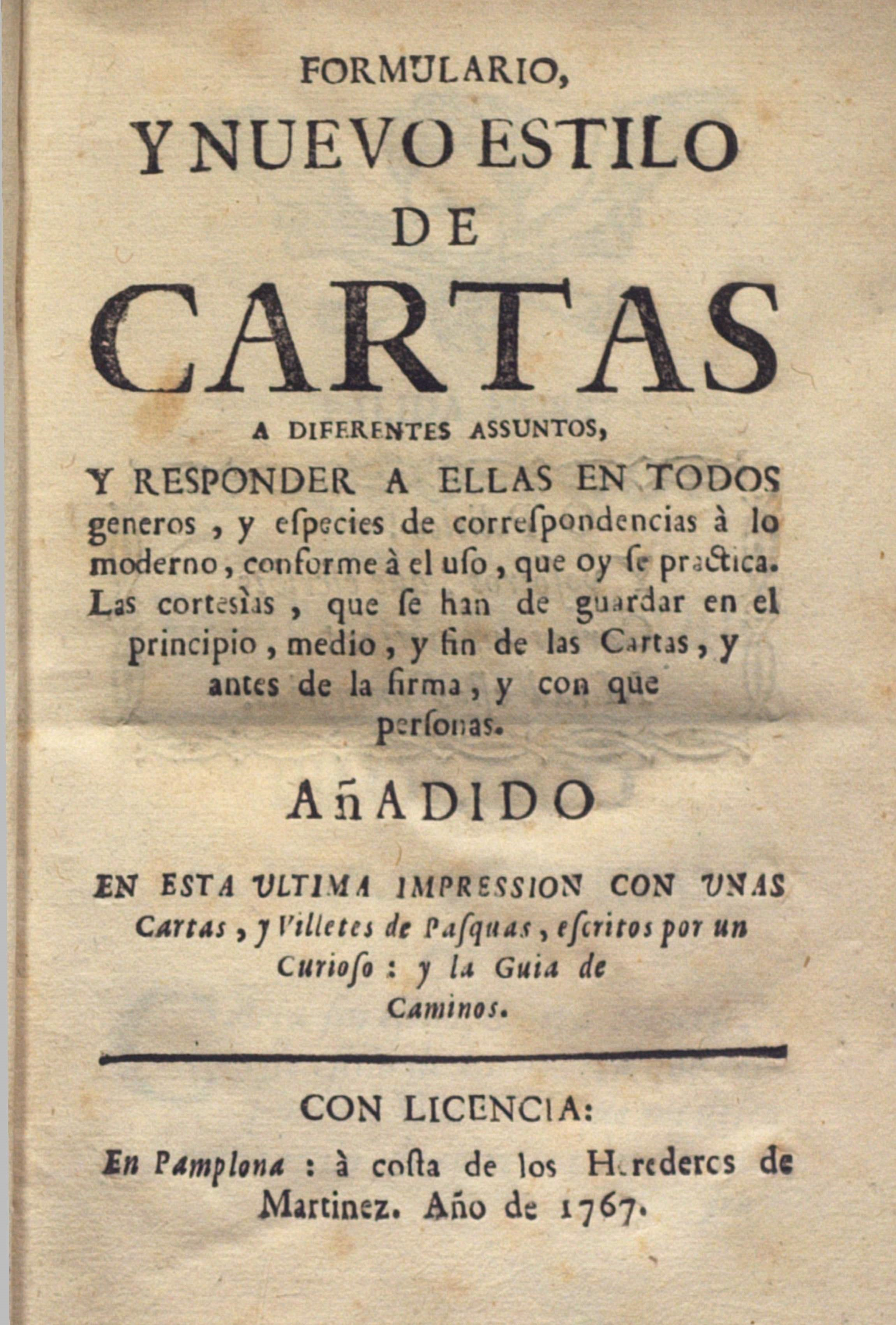
Impreso de gran difusión con modelos de cartas y la Guía de caminos (1767)
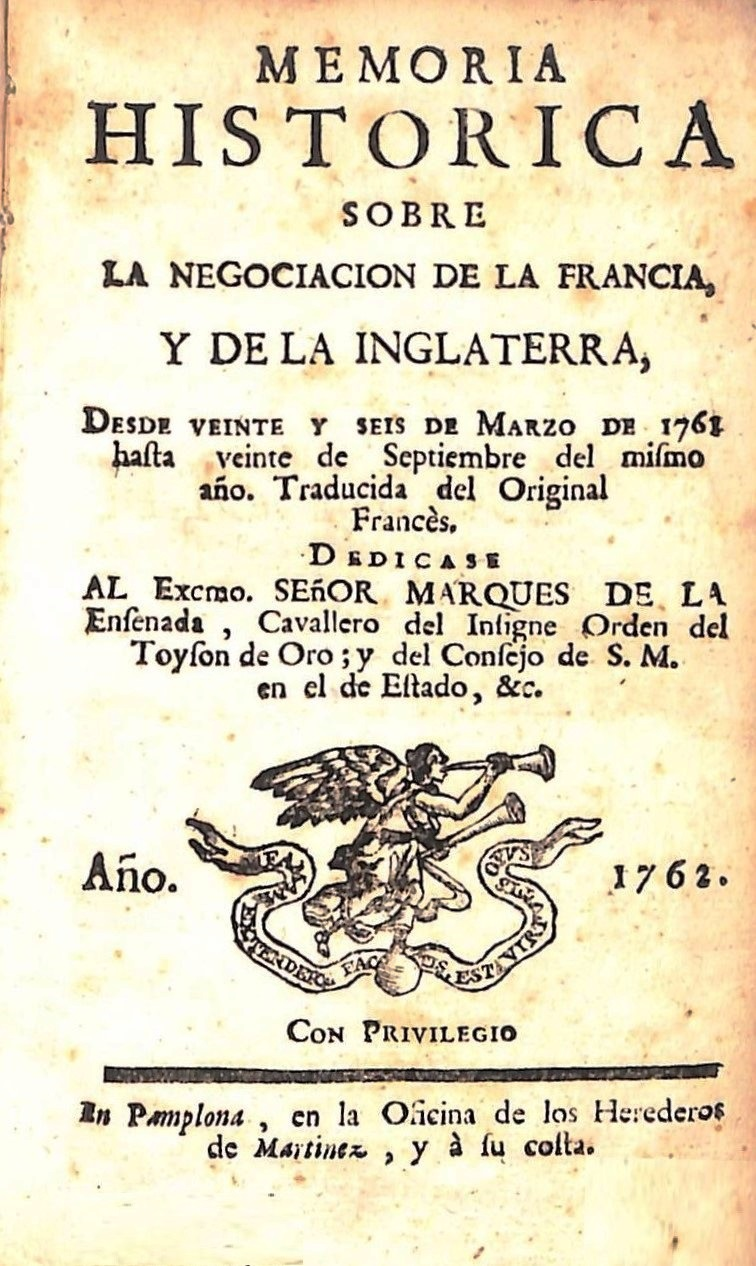
Obra traducida del francés y dedicada al marqués de la Ensenada por Domech. Lleva en la portada la marca tipográfica utilizada por el taller de los Herederos de Martínez (1762)